# Lajos Földesi
Lajos Földesi (* 1954 in Budapest) ist ein ungarischer Violinist und Konzertmeister.
Földesi ist seit 1982 Dozent für Violine an der Franz-Liszt-Musikakademie in Budapest. Er gibt Konzerte und Kurse in ganz Europa, unter anderem auch in Südbaden.